# Anthony LaPaglia
Anthony LaPaglia, född 31 januari 1959 i Adelaide, South Australia, är en australisk skådespelare.

## Biografi
Anthony LaPaglia, som är av italiensk och nederländsk härkomst, har ofta fått spela hårdingar ifrån New York. Själv är han dock född och uppvuxen i Australien. Han är mest känd för sin roll som FBI-agenten Jack Malone i TV-serien Brottskod: Försvunnen som han har vunnit en Golden Globe för.
Några filmer han har varit med i är Oskyldigt blod (1992), Summer of Sam (1999), Lantana (2001) och Salton Sea (2002). LaPaglia spelade även Daphne Moons bror Simon i åtta episoder av komediserien Frasier.
Under 1980-talet var han fotbollsmålvakt i National Soccer League, spelandes för Adelaide City FC och West Adelaide SC. Han är delägare i fotbollsklubben Sydney FC som spelar i australiska A-League.
LaPaglia är gift med Gia Carides, som han har en dotter ihop med. Han är bror till skådespelaren Jonathan LaPaglia och Michael LaPaglia som även de är baserade i USA.

## Filmografi (urval)
- 1992 – Oskyldigt blod
- 1993 – En brud på hugget
- 1993 – Klienten
- 1997 – De tio budorden
- 1999 – Dur och moll
- 1999 – Summer of Sam
- 2000 – Glädjens hus
- 2000–2004 – Frasier (TV-serie)
- 2001 – Lantana
- 2002 – Salton Sea
- 2002–2009 – Brottskod: Försvunnen (TV-serie)
- 2006 – Happy Feet (röst)
- 2010 – Legenden om ugglornas rike (röst)
- 2011 – Happy Feet 2 (röst)
- 2015 – The Eichmann Show (TV-film)